# Абхарца
Абхарца, абхрца (груз. აფხარცა) — старовинний грузинський двострунний смичковий музичний інструмент. Інструмент виник в Абхазії, але згодом поширився і став популярним у всій Грузії. На це вказує і назва інструменту, що означає, буквально, «абхазький».

## Опис

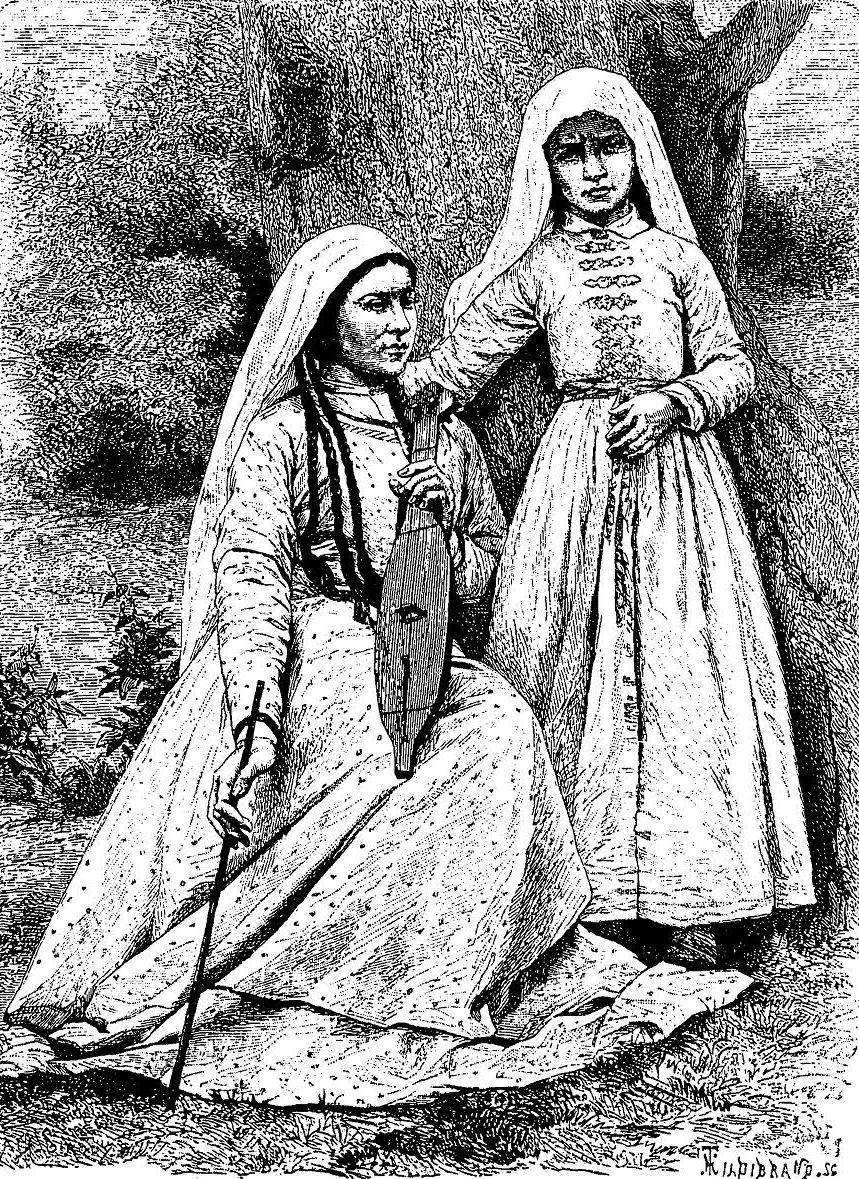
Жінки із Зугдіді з абхарцою. Фото 1884 року. Автор — Анрі Теофіл Гільдібранд

Абхарца вистругана з цільного шматка дерева. Інструмент має човноподібну форму. Повна довжина абхарци становить 480 мм. Верхня частина інструменту прикріплена до головної частини. На верхній частині інструменту додано дві заклепки для регулювання тембру.

## Використання
В основному інструмент використовувався для акомпанементу. У супроводі абхарци виконувалися також сольні пісні, героїчні балади тощо.